# Bernard Connolly
Bernard Connolly ist britischer Finanzanalyst, Autor und ehemaliger EU-Beamter.
Connolly wurde 1978 Mitarbeiter der Europäischen Kommission. Dies war die Zeit, als sich Helmut Schmidt und Valéry Giscard d’Estaing über ein Europäisches Währungssystem (EWS, engl. ERM, heute ERM II) einigten. Ab 1986 war er in der „Generaldirektion Wirtschaft und Finanzen“ für Analyse und Empfehlungen zum britischen Geldmarkt im Zusammenhang mit der Europäische Wirtschafts- und Währungsunion zuständig. Seit 1990 war Connolly im Direktorat D (Währungsangelegenheiten) dieser Generaldirektion Leiter des Referats 3 (EWS, nationale und gemeinschaftliche Währungspolitik):

„Zu den Aufgaben von Herrn Connolly gehörte u. a. die Vorbereitung der Arbeiten des Währungsausschusses, des Unterausschusses für Währungspolitik und des Ausschusses der Gouverneure sowie die Teilnahme an diesen Gremien, die Verfolgung der Währungspolitik in den Mitgliedstaaten und die Untersuchung der währungspolitischen Folgen der Einführung der Wirtschafts- und Währungsunion.“

Seit 1991 legte Connolly mehrmals Aufsatzentwürfe zur Zukunft Europas im europäischen Währungsverbund vor, deren Veröffentlichung ihm aber gemäß Beamtenstatut versagt wurden. 1995 veröffentlichte er ein Buch, das die Behörde zum Anlass nahm, den Whistleblower Connolly einem Disziplinarverfahren zu unterziehen. Im Januar 1996 wurde er aus dem Dienst entfernt, was besonders in der euroskeptischen britischen Presse als „Strafe für Blasphemie“ verstanden und vielfach kommentiert wurde. Der Europäische Gerichtshof bestätigte 2001 die Entlassung Connollys als rechtmäßig, woraufhin Connolly erwog, den Europäischen Gerichtshof für Menschenrechte anzurufen.
Nach elfjähriger Tätigkeit für den US-amerikanischen Finanzdienstleister AIG Financial Products Corp. (AIG-FP), einer Tochter der American International Group, arbeitet Connolly heute als Berater.

## Werke
- Bernard Connolly: The Rotten Heart of Europe: The Dirty War for Europe's Money. Faber & Faber, London 1996, ISBN 0-571-17521-X (nicht auf Deutsch erschienen).
- Bernard Connolly: Europe's Italy problem: and, as a result, are monetary union and the euro in serious trouble? aus The International Economy. Thomson Gale. 2005.